# Theokrit
Theokrit (græsk: Θεόκριτος, Theókritos) var en antik græsk digter i det 3. århundrede f.Kr. Han var ophavsmand til den bukoliske genre (hyrdedigtning). Hans digte blev kendt som idyller, af græsk eidyllion (= lille billede). I modsætning til Homer, der skrev om helte og krige, drejede Theokrits digte sig om en lille verden, beskrevet i scener fra hverdagen. Han skrev på en blanding af litterær græsk og dorisk dialekt. Theokrits idyller blev senere efterlignet af Vergil, som fra renæssancen af selv blev et forbillede for hyrdedigtningen. Blandt berømte eksempler på genren er Lycidas af John Milton og Hermann og Dorothea af Goethe. 